# میمسا وروکسا
میمسا وروکسا (نام علمی: Mimosa verrucosa) نام یک گونه از تیره باقلاییان است.